# Paul Kestřanek
Paul Kestřanek (21. června 1856 Praha – 13. července 1929 Vídeň) byl rakousko-uherský generál. Od roku 1876 sloužil v rakousko-uherské armádě, byl důstojníkem generálního štábu a vojenským pedagogem. Jako c. k. polní podmaršál byl od roku 1913 velitelem pěchotní divize v Krakově a zúčastnil se vojenských operací první světové války (bitva u Gorlice). V hodnosti generála pěchoty byl v letech 1916–1918 posledním zemským velitelem v Čechách před zánikem monarchie a vznikem Československa. Po roce 1918 žil ve Vídni.

## Životopis

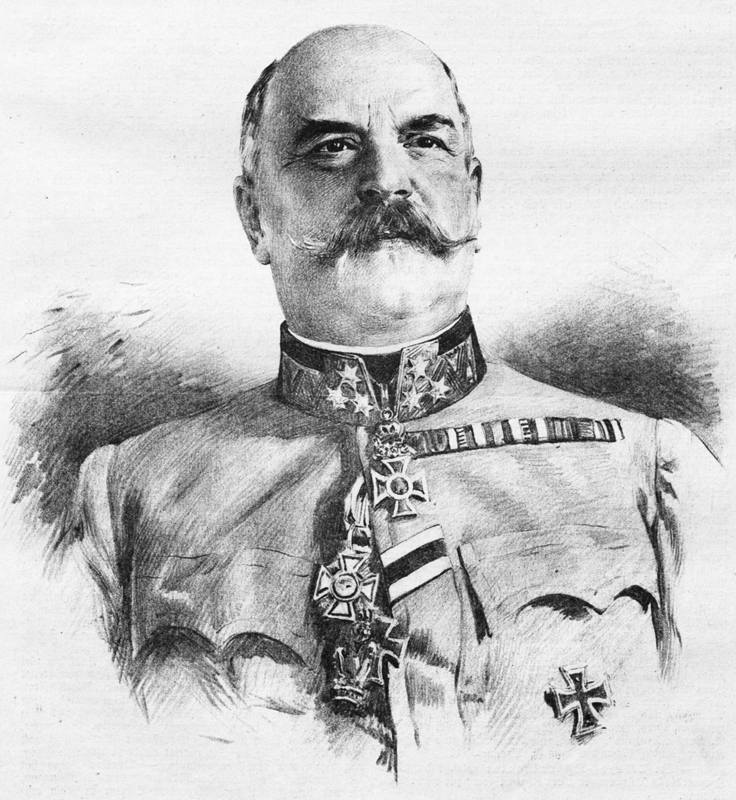
Generál Paul Kestřanek (sbírky Vojenského historického ústavu v Praze)

Narodil se v Praze jako syn c. k. nadporučíka Petera Kestřanka (1826–1858) a jeho manželky Alberty von Wilhelm (1835–1898). Alberta se po ovdovění podruhé provdala za generálmajora Josefa von Maytner (1836–1914) a později se proslavila jako spisovatelka. Paul počátky vojenského vzdělání absolvoval v Eisenstadtu, poté studoval na Tereziánské vojenské akademii ve Vídeňském Novém Městě, kam vstoupil jako kadet v roce 1871. V hodnosti poručíka vstoupil v roce 1876 do armády a zúčastnil se okupace Bosny a Hercegoviny. Postupoval v hodnostech (nadporučík 1881, kapitán 1886) a v roce 1886 byl přidělen ke generálnímu štábu, kde od roku 1888 vedl železniční odbor. V roce 1895 byl povýšen na majora a stal se ředitelem kadetní školy v Temešváru. Poté velel různým jednotkám pěchoty, dosáhl hodností podplukovníka (1901) a plukovníka (1905). V roce 1910 byl jmenován generálmajorem a nakonec byl povýšen do hodnosti polního podmaršála (1913). Před první světovou válkou velel 12. divizi pěchoty v Krakově a s tímto sborem se zúčastnil bitvy u Gorlice (1915).
V roce 1917 byl povýšen do hodnosti generála pěchoty a od roku 1916 zastával funkci zemského velitele Českého království se sídlem v Praze (velitelství bylo umístěno v Lichtenštejnském paláci na Malé Straně). Po rozpadu monarchie a vyhlášení samostatnosti Československa 28. října 1918 ještě podepisoval zatykače na české důstojníky, kteří opustili rakousko-uherskou armádu, a připravoval vyhlášení stanného práva (vyhláška o stanném právu byla vytištěna s datem 28. 10.1918, ale nebyla již zveřejněna). Nakonec ale vojensky nezasáhl, i když k tomu měl stále prostředky a byl podněcován svými podřízenými. Přistoupil k osobním rozhovorům s představiteli Národního výboru a po výzvě ke kapitulaci z 30. října rezignoval. Krátce byl zadržen a internován, v obavě o osobní bezpečnost si vymínil odchod s rodinou do Vídně. Formálně byl penzionován k 1. lednu 1919. Poté žil ve Vídni, kde na univerzitě vyučoval historii a geografii.
V roce 1914 byl dekorován Řádem železné koruny I. třídy, v roce 1915 obdržel rytířský kříž Leopoldova řádu. Dále byl nositelem Vojenského záslužného kříže a několik vyznamenání obdržel také od zahraničních mocností.
Jeho manželkou byla Klára Forstenheim (1868–1925), dcera rakouského bankéře a železničního podnikatele Samuela Hirschler-Forstenheima. Z jejich manželství pocházeli tři synové a dcera Viktorie. Nejstarší syn Andreas zemřel krátce po narození (1894), druhorozený Bořivoj (1895–1918) byl důstojníkem rakousko-uherské armády, zahynul pravděpodobně v listopadu 1918 v Rumunsku a v roce 1926 byl úředně prohlášen za mrtvého. Nejmladší syn Zdenko František (1897–1976) žil ve Vídni, kde působil jako učitel rétoriky a zpěvu.